# Памятник Воину-освободителю (Советск)
Памятник Воину-освободителю — памятник советскому солдату в сквере на пешеходной улице Победы города Советска, установлен в 1956 году, реконструирован в 1991-м. Представляет собой уменьшенную вариацию памятника «Воин-освободитель», находящегося в Трептов-парке Берлина.

## История
Памятник Воину-освободителю (полная копия берлинского) был установлен в Советске в 1956 году в центре большой круглой клумбы. В Советске проходили срочную военную службу два скульптора (Марохонько и Аркулис Александр), по окончании службы они решили сделать городу подарок и изготовили копию памятника Воину-освободителю в Берлине. За разрешением городские власти обратились к знаменитому скульптору Е. В. Вучетичу, и он дал согласие на создание памятника. Это была единственная в СССР копия легендарного памятника. Однако изготовленная из цемента скульптура быстро пришла в негодность. Поэтому в 1991 году пришлось отлить новый памятник — уже из бронзы. 

## Описание
Памятник представляет собой 4-х метровую скульптуру советского солдата, стоящего на постаменте цилиндрической формы и держащего на левой руке маленькую девочку, а в правой руке — опущенный меч. Существует версия, что не удалось договориться об авторских правах с наследниками скульптора Е. В. Вучетича, поэтому новый памятник не является полной копией Воина-освободителя в Берлине, существует около десяти серьёзных отличий, в частности:
1. Положение головы солдата. У советского голова прямо, на берлинском памятнике — чуть повернута вправо.
2. Положение ног. У советского — правая нога выдвинута вперед, на берлинском — левая
3. Положение меча. У советского — меч вдоль тела, у берлинского — меч впереди.
4. Положение повергнутой свастики. У советского — видна свастика в виде отдельных частей, у берлинского — видна точно половина свастики.
5. Плащ-палатка. У советского — капюшон сложен, зацеплена за верхнюю пуговицу гимнастерки, фалды открывают ноги, у берлинского — капюшон приподнят, зацеплена за пуговицу кармана, фалды прикрывают правую ногу.
6. Рука, придерживающая девочку. У советского — поддерживает девочку, у берлинского — обхватывает бедро девочки.
7. Девочка. У советского — девочка босоногая, и выражение лица безмятежно, головка с челочкой, ручонка у своей головки. У берлинского — девочка в туфельке, взгляд её тревожен, лобик открыт, и ручонка на груди у солдата.